# Neocalanus flemingeri
Neocalanus flemingeri is een eenoogkreeftjessoort uit de familie van de Calanidae. De wetenschappelijke naam van de soort is voor het eerst geldig gepubliceerd in 1988 door Miller.